# IPhone 8 Plus
iPhone 8 Plus – jedenasta generacja smartfona z linii iPhone, opracowana, produkowana i sprzedawana przez amerykańską firmę Apple. iPhone 8 Plus dostępny był w czterech wariantach kolorystycznych –  złoty, srebrny, gwiezdna szarość oraz (PRODUCT)RED.
Model został zaprezentowany 12 września 2017 wraz z iPhone 8 i iPhone X, podczas konferencji Apple w San Francisco. Jego sprzedaż rozpoczęła się 22 września 2017 r.